# Pericoma hygropetrica
Pericoma hygropetrica és una espècie d'insecte dípter pertanyent a la família dels psicòdids que es troba a les Petites Antilles: les illes de Sobrevent.